# Boks na Światowych Wojskowych Igrzyskach Sportowych 2011
Boks na 5. Światowych Wojskowych Igrzyskach Sportowych został rozegrany między 18 a 23 lipca 2011 podczas igrzysk wojskowych. Zawody odbywały się w hali Admiral Milcíades Portela Alves.
Zawody były równocześnie traktowane jako 54 Wojskowe Mistrzostwa Świata w boksie.

## Harmonogram
| Lipiec | 17 | 18 | 19 | 20 | 21 | 22 | 23 | 24 |
| ------ | -- | -- | -- | -- | -- | -- | -- | -- |
| Boks   |    |    |    |    |    |    |    |    |

Legenda
|  | Dzień zawodów | F | Finał igrzysk wojskowych |

## Kategorie wagowe
| - Papierowa – do 49 kg - Musza – do 52 kg - Kogucia – do 56 kg - Lekka – do 60 kg - Lekkopółśrednia – do 64 kg | - Półśrednia – do 69 kg - Średnia – do 75 kg - Półciężka – do 81 kg - Ciężka – do 91 kg - Superciężka – ponad 91 kg |

## Medaliści
| Kat. wagowa          | Złoto               | Srebro                | Brąz                                  |
| waga papierowa       | Hussim Almasri      | Kim Chal-san          | Sung Song-guk                         |
| waga papierowa       | Hussim Almasri      | Kim Chal-san          | Jafet Uutoni                          |
| waga musza           | Gao Linzhi          | Kim Dae-sung          | Rıdvan Budak Suranjoy Singh Mayengbam |
| waga kogucia         | Robenilson Jesus    | Mohamed-Amine Ouadahi | Lee Jin-young Vittorio Parrinello     |
| waga lekka           | Robson Conceição    | Alaa Shili            | Hüsnü Kocabaş Abdelkader Chadi        |
| waga lekkopółśrednia | Éverton Lopes       | Abdelhak Aatanari     | Jung Duk-hwan Mohamed Hedi Bouslimi   |
| waga półśrednia      | Alexis Vastine      | Mehdi Khalsi          | Myke Carvalho Nickson Abaka           |
| waga średnia         | Peter Müllenberg    | Hassen Chgtami        | Zhou Di Alibi Nurmatow                |
| waga półciężka       | Abdelkader Bouhenia | Ainar Karlson         | Ahmed Ali Bao Xuan                    |
| waga ciężka          | Stefan Köber        | Mohammad Ghason       | Rafael Lima Ömer Aydoğan              |
| waga superciężka     | Yushan Nijiati      | Gidelson Oliveira     | Andrij Tomczuk Philipp Gruner         |

## Klasyfikacja medalowa
* Gospodarz zawodów został zaznaczony tym kolorem.
| Miejsce            | Reprezentacja      | Złoto | Srebro | Brąz | Razem |
| ------------------ | ------------------ | ----- | ------ | ---- | ----- |
|                    |                    |       |        |      |       |
| 1                  | Brazylia *         | 3     | 1      | 2    | 6     |
| 2                  | Chiny              | 3     | 0      | 2    | 5     |
| 3                  | Francja            | 2     | 0      | 0    | 2     |
| 4                  | Holandia           | 1     | 0      | 1    | 2     |
| 4                  | Niemcy             | 1     | 0      | 1    | 2     |
| 6                  | Włochy             | 0     | 2      | 1    | 3     |
| 7                  | Maroko             | 0     | 2      | 0    | 2     |
| 7                  | Syria              | 0     | 2      | 0    | 2     |
| 9                  | Korea Południowa   | 0     | 1      | 2    | 3     |
| 10                 | Algieria           | 0     | 1      | 1    | 2     |
| 11                 | Estonia            | 0     | 1      | 0    | 1     |
| 12                 | Turcja             | 0     | 0      | 2    | 2     |
| 13                 | Indie              | 0     | 0      | 1    | 1     |
| 13                 | Kazachstan         | 0     | 0      | 1    | 1     |
| 13                 | Kenia              | 0     | 0      | 1    | 1     |
| 13                 | Korea Północna     | 0     | 0      | 1    | 1     |
| 13                 | Namibia            | 0     | 0      | 1    | 1     |
| 13                 | Pakistan           | 0     | 0      | 1    | 1     |
| 13                 | Ukraina            | 0     | 0      | 1    | 1     |
| 13                 | Włochy             | 0     | 0      | 1    | 1     |
| Ogółem (20 państw) | Ogółem (20 państw) | 10    | 10     | 20   | 40    |

Źródło: